# Casio
A Casio japán vállalat. A cég főleg óráiról, számológépeiről, kameráiról illetve szintetizátorairól ismert, de ezek mellett egyéb termékeket is gyártanak. Székhelye Tokióban található.

## Története
1946-ban alapította Tadao Kashio mérnök, "Kashio Seisakujo" néven. A tokiói Ginzában rendezett üzleti kiállításon Tadao és testvérei számológépeket láttak, és ennek hatására elhatározták, hogy ők is számológépeket fognak gyártani. Első számológépüket 1954-ben dobták piacra. 1957-ben alakult meg a Casio Computer Co., Ltd. Az 1980-as években az elérhető árú termékeik miatt népszerűek lettek, és a mai napig is népszerű márkanévnek számít. 1994 óta fényképezőgépeket és kamerákat is árulnak, az "Exilim" márkanév alatt.
A Casio karórákat, számológépeket, szintetizátorokat, fali órákat, hordozható televíziókat, kamerákat, fényképezőgépeket, pénztárgépeket és egyéb elektronikai termékeket árul. Legismertebb óráik a megbízhatóságukról és túlélő képességéről híres G-Shock és az elérhető árú Edifice sorozat.

## Érdekességek
Kezdetben gyakorlatilag családi vállalkozásként működött, hiszen az alapító bevonta testvéreit is a cégbe.
Jelenleg hangszereket, kamerákat, számológépeket és karórákat kínálnak. Ezzel szemben első terméküknek köze sem volt ezekhez, mivel az egy gyűrű volt. Persze nem akármilyen, ugyanis cigaretta szipkaként funkcionált, így segítségével a káros szenvedélynek hódolók mindkét keze szabaddá válhatott dohányzás közben.
A Casio karórák voltak az elsők, amelyek különböző időzónák szerint tudták mutatni az időt, kijelezték a hőmérsékletet, vagy rendelkeztek GPS-el.
Szintén a cég nevéhez fűződik az LCD kijelző technológia.
Karórák tekintetében a G-Shock széria DW-5600E modellje rendelkezett elsőként LCD kijelzővel.
1971-ben a világ első tintasugaras nyomtatóját is ez a cég hozta létre. Három évvel később sikeresen kifejlesztették első elektronikus mechanikájú karórájukat.

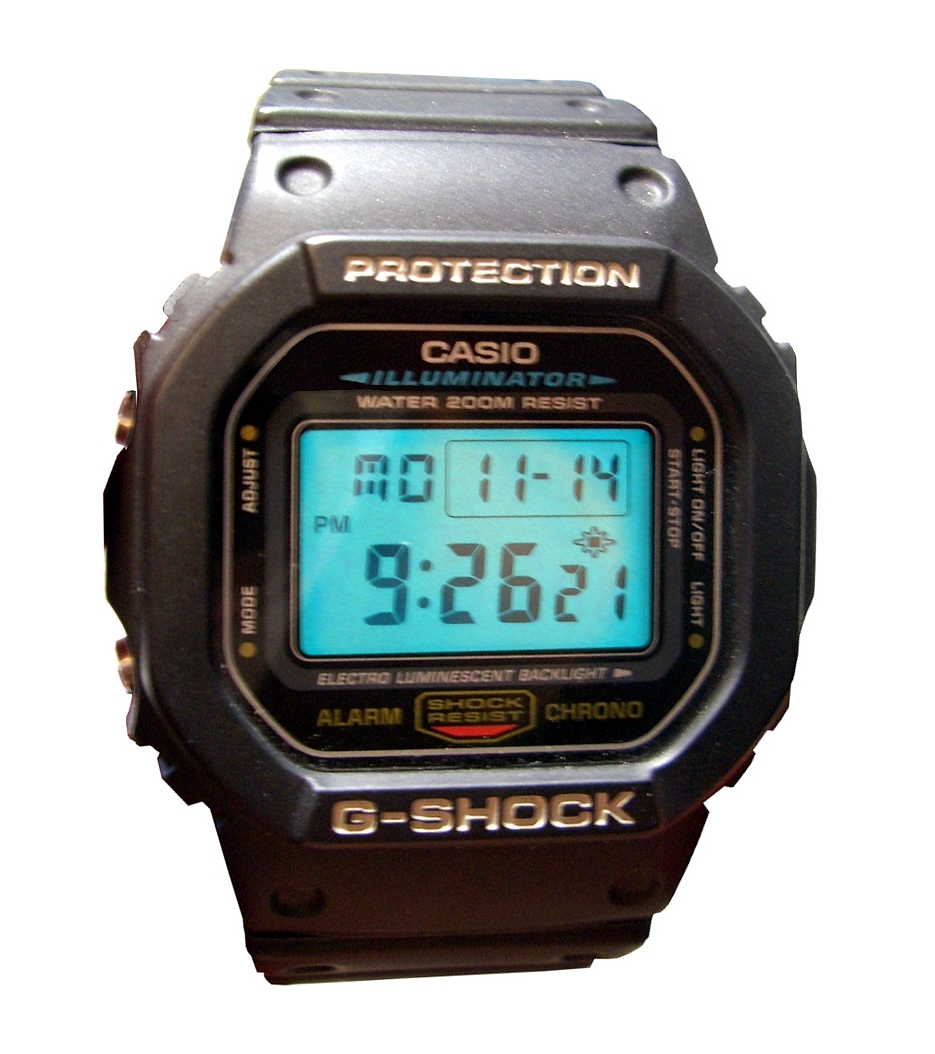
G-Shock DW-5600E

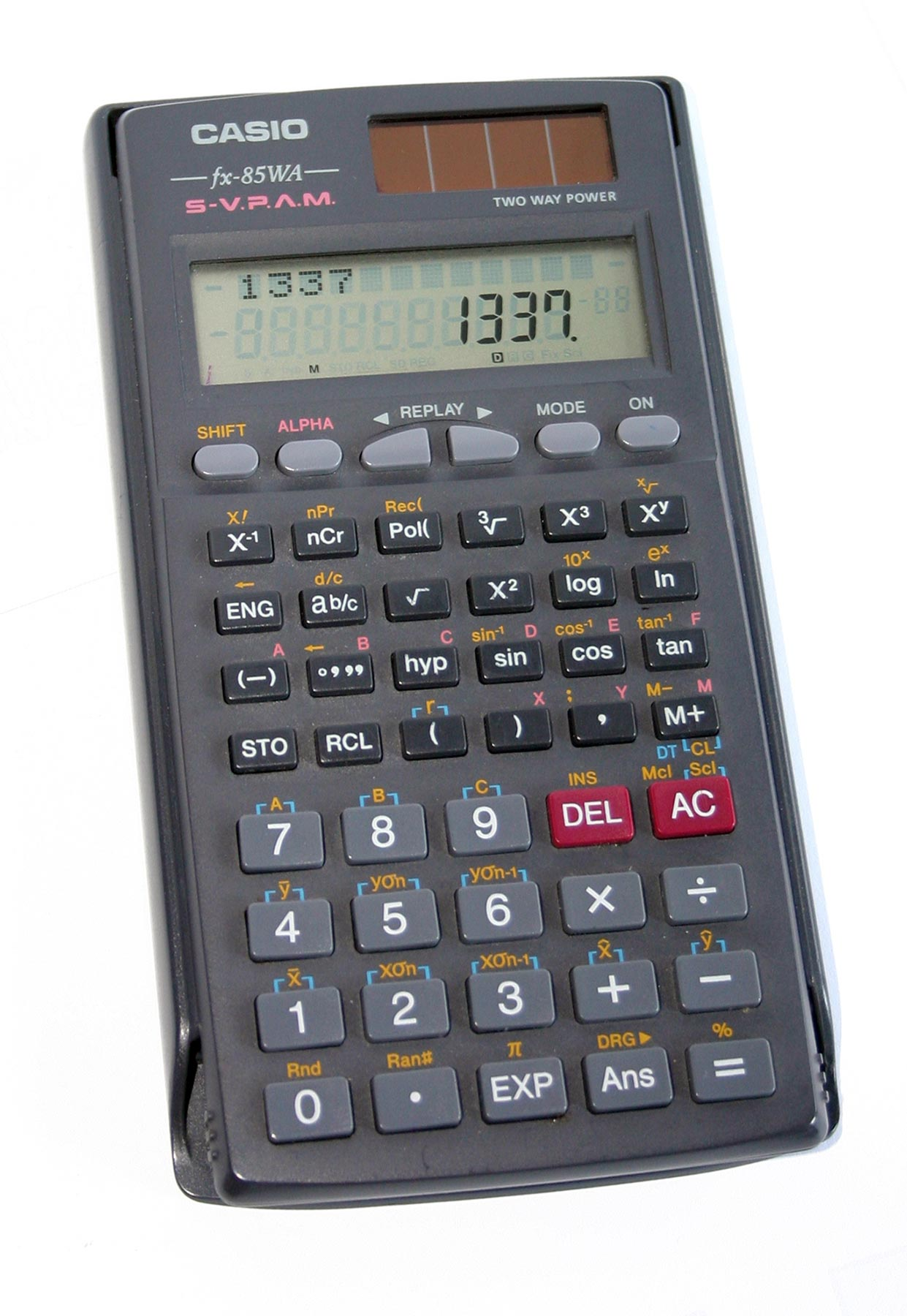
fx-85WA tudományos számológép